# Heinrich Wolf (Architekt)
Heinrich Wolf (* 1. Juni 1868 in Eger, Österreich-Ungarn; † 29. August 1924 in Berlin) war ein österreichisch-deutscher Architekt und Fachautor.

## Leben und Wirken
Heinrich Franz Wenzel Wolfs Eltern waren der Gymnasialdirektor Wenzel Wolf (1831–1911) und Anna Maria Wolf, geb. Gradl (1838–1906). Sein Bruder war der Politiker Karl Hermann Wolf. Heinrich Wolf studierte wahrscheinlich an der Technischen Hochschule Berlin-Charlottenburg. Er war ab 1895 in Berlin als Architekt tätig und übersiedelte 1899 nach Wien. 1904 kehrte Wolf nach Berlin zurück.
Während seines kurzen Wirkens in Wien errichtete Wolf mehrere Miethäuser und Villen in Wien und Wels, wobei er darüber auch Artikel in Fachzeitschriften veröffentlichte. Im böhmischen Großdorf (Velká Ves) errichtete er 1902 die evangelische Auferstehungskirche.
Im Jahre 1901 beteiligte er sich mit einem Vorentwurf am Architekturwettbewerb für ein Kaiser-Franz-Josef-Stadtmuseum in Wien. 1903 nahm Wolf an den Architekturwettbewerben für die evangelische Christuskirche in Innsbruck-Saggen sowie für das Gymnasium in Wels teil. Mit dem Konkurrenzentwurf für die evangelische Kirche in Innsbruck sowie Aufnahmen eines Berliner Geschäftshauses beteiligte sich Wolf 1904 an der Großen Berliner Kunstausstellung.
Wolfs Bauten sind dem Neobarock und der Neorenaissance zuzuordnen. Sie zeichnen sich durch ihre aufwändige repräsentative Fassadengestaltung, oft mit Ecktürmen, aus. Bei einem Großteil der Wohn- und Geschäftshäuser arbeitete Wolf mit anderen Baumeistern zusammen; er übernahm die Fassadengestaltung, die Grundrisse und Raumanordnungen entwarf der ausführende Kollege.
1895 heiratete er in Berlin Anna Ottilie Mittag (* 1876 Berlin). Ihre gemeinsamen Söhne waren der Pianist Winfried Wolf und der Bratschist Reinhard Wolf (1904–1975), der von 1925 bis 1945 bei den Berliner Philharmonikern tätig war.
Heinrich Wolf wohnte zuletzt in Berlin-Wilmersdorf und starb 1924 im Alter von 56 Jahren in der psychiatrischen Klinik der Heilanstalten in Berlin-Buch.

## Werke
- zusammen mit Franz Xaver Neumann junior: Miethaus „Wiedner-Hof“, Schleifmühlgasse 1 / Wiedner Hauptstraße 22, Wien 4 (1899–1900)
- zusammen mit Ottokar Stern: Miethaus, Haizingergasse 29, Wien 18 (1900)
- Miethaus, Blindengasse / Sanettystraße, Wien 8 (1901)
- zusammen mit Fellner & Helmer: Sparkassa, Pollheimerstraße 17,  Wels (1901–1904)
- zusammen mit Karl Stigler:[5] Wohn- und Geschäftshaus, Lerchenfelderstraße 149 / Kaiserstraße, Wien 7, (1902)
- Wohnhaus Dr. Josef Greiter, Wels (1902)
- evangelische Auferstehungskirche (Kostel Zmrtvýchvstání) und Pfarrhaus in Großdorf (1902–1903)[6][7]
- Geschäftshaus, Leipziger Straße 110–111, Berlin (1914), 1945 zerstört
- Familiengrabstätte Gregorovius, Neuer Friedrichsfelder Friedhof, Berlin (1915)

## Bauten

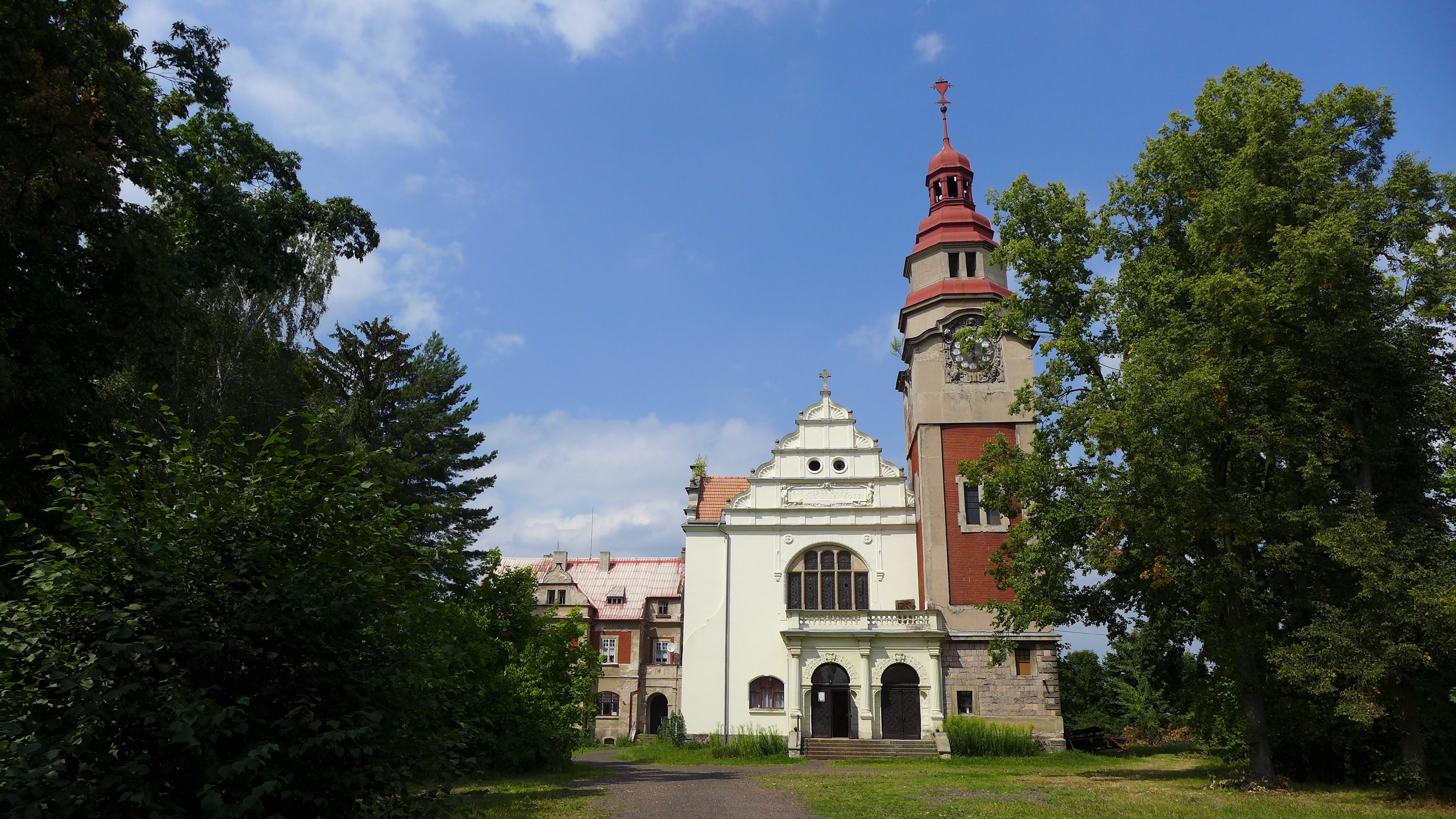
Auferstehungskirche und Pfarrhaus in Velká Ves
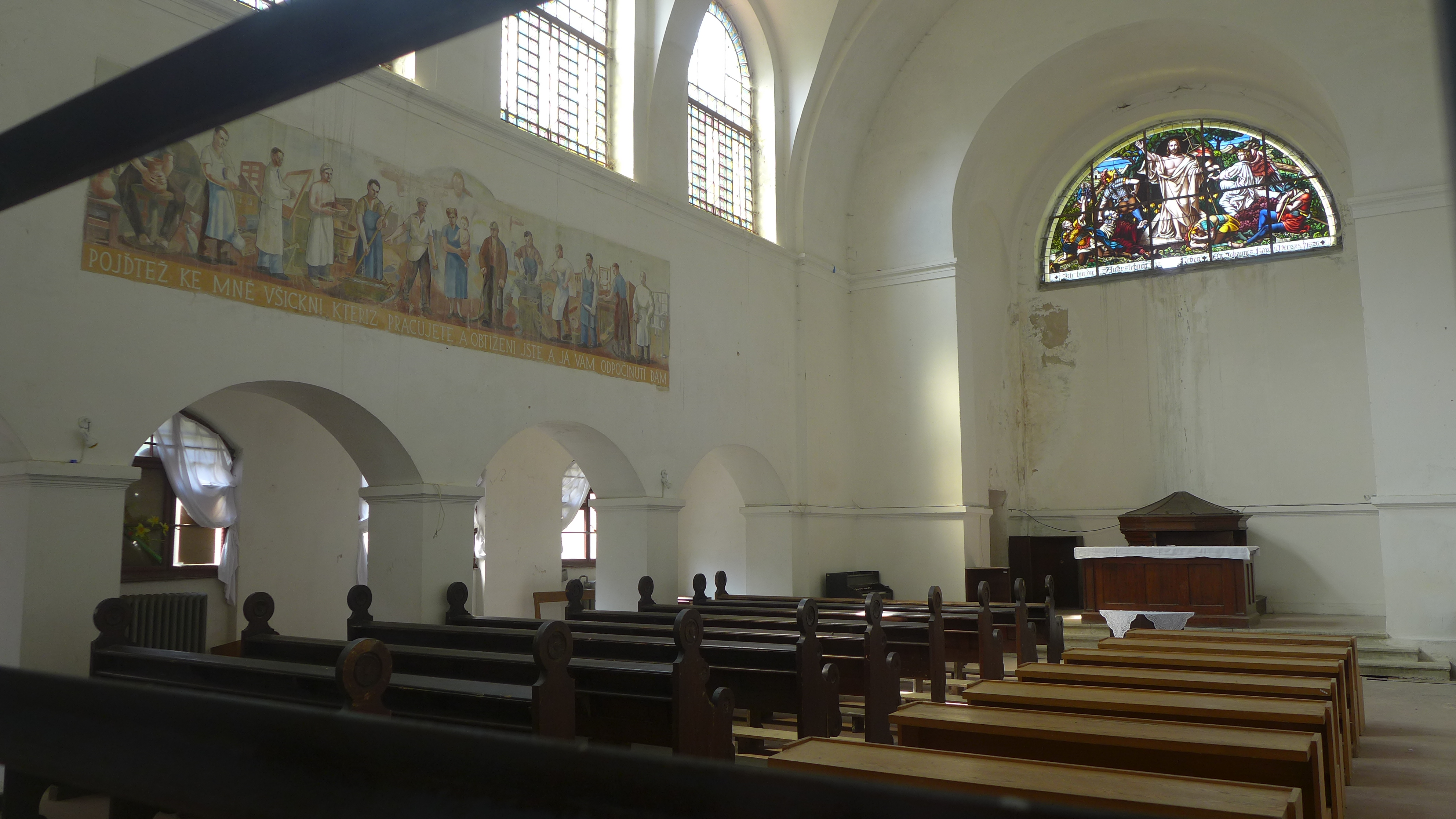
Auferstehungskirche in Velká Ves, Innenraum
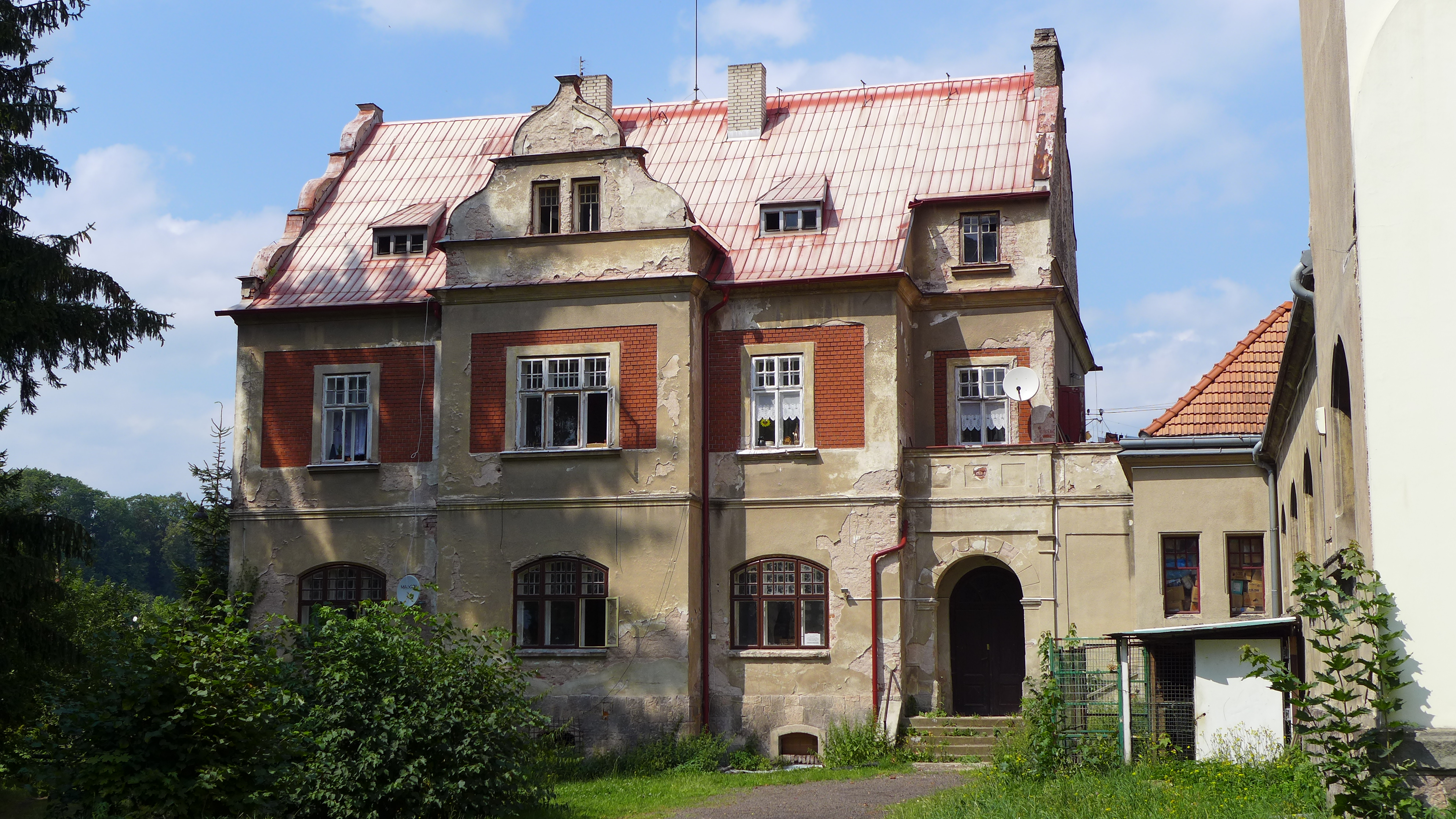
Evangelisches Pfarrhaus in Velká Ves
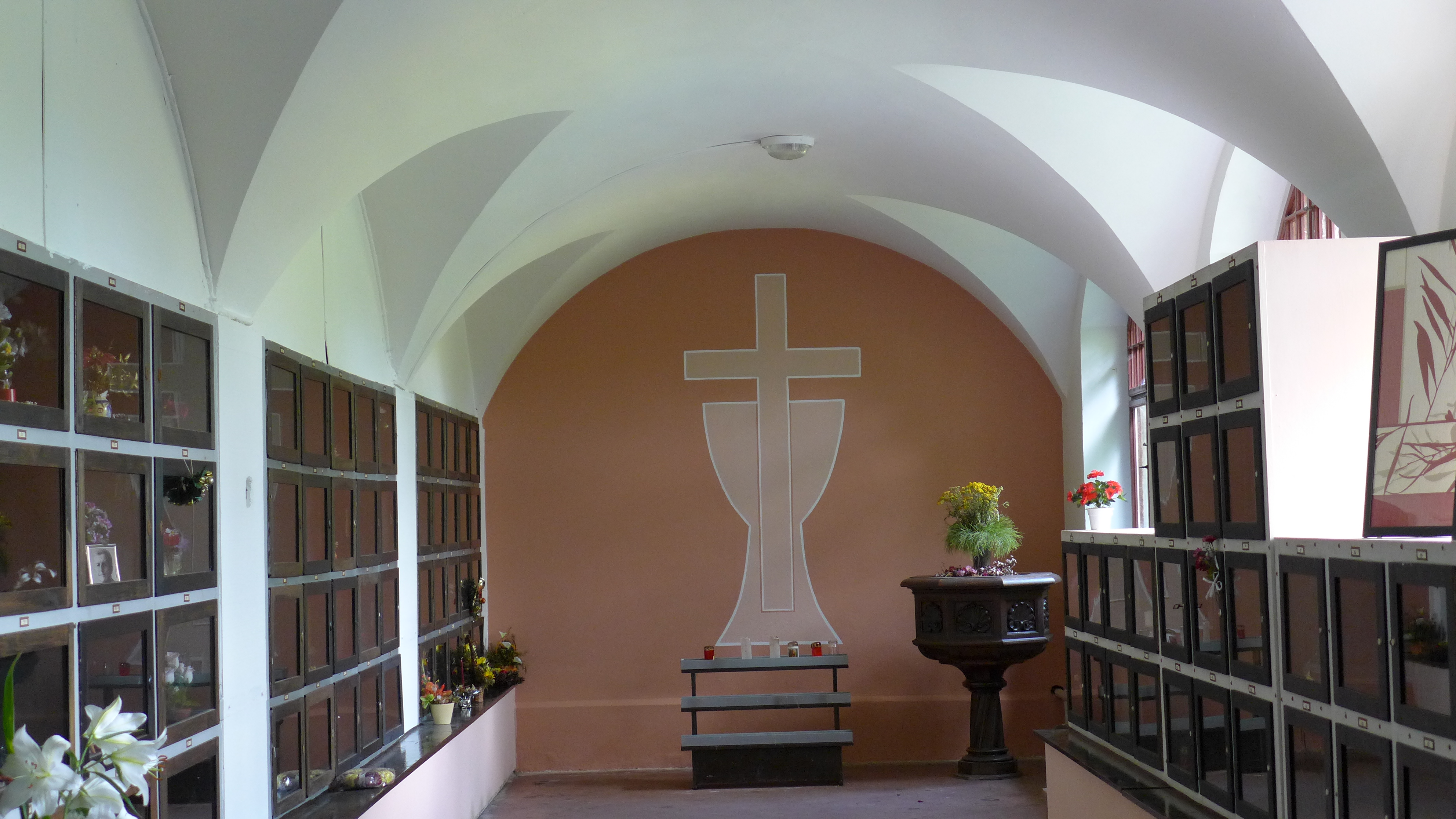
Evangelisches Pfarrhaus in Velká Ves, Innenraum
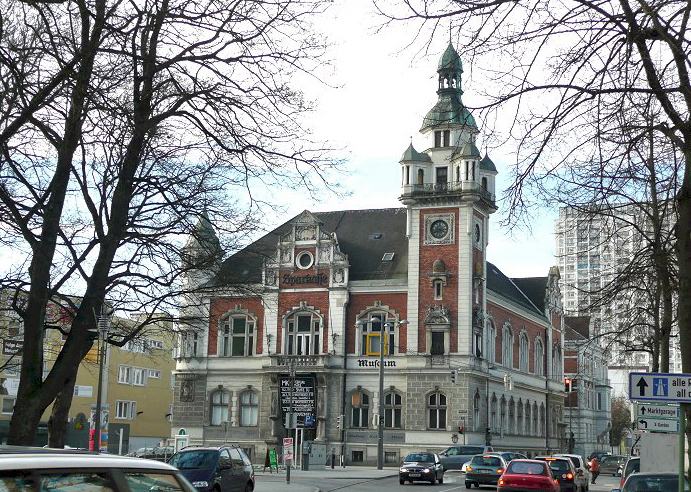
Ehemalige Sparkassa in Wels
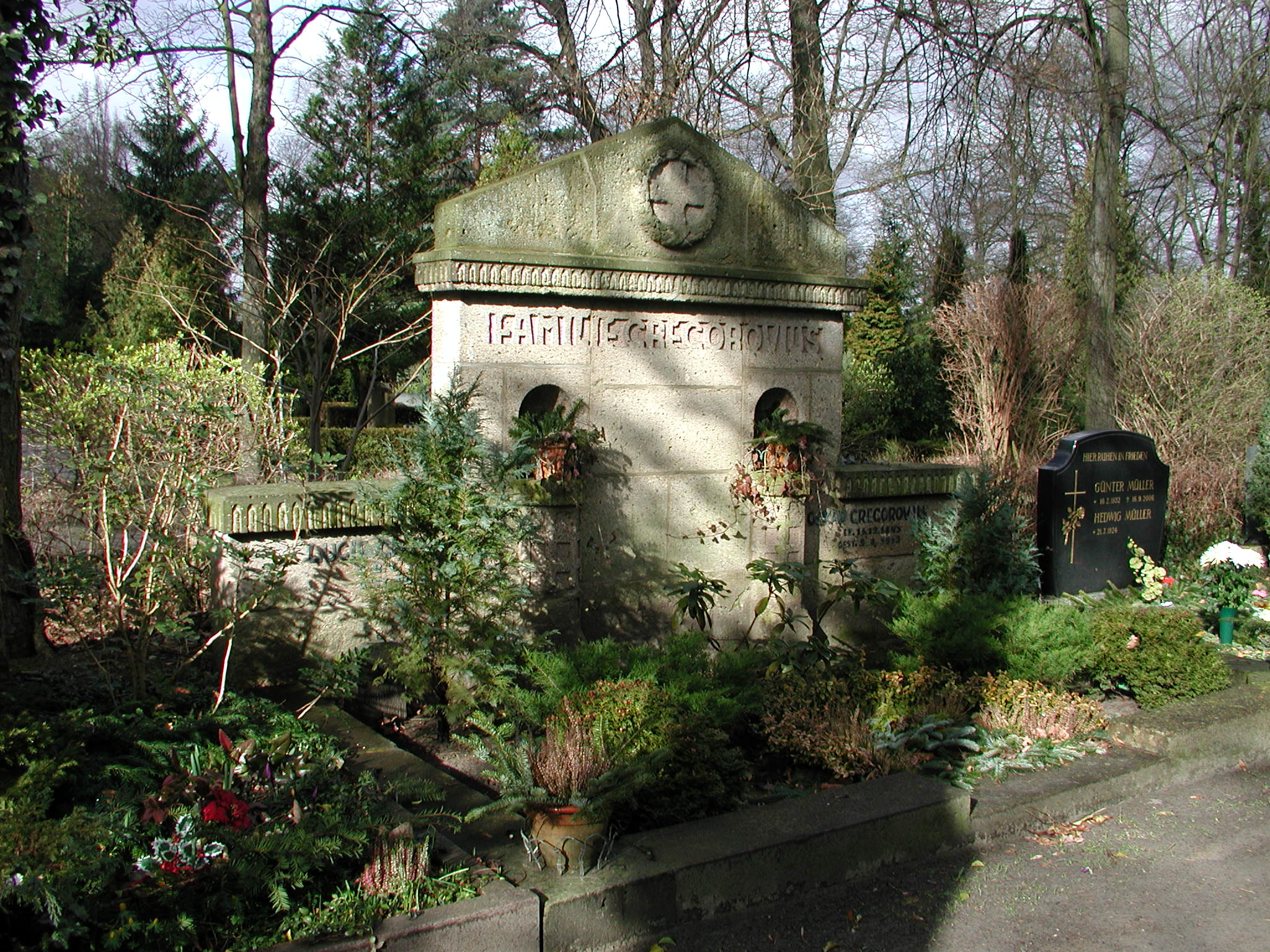
Familiengrabstätte Gregorovius